# Anchistrotus inanis
Anchistrotus inanis är en insektsart som beskrevs av Fabricius. Anchistrotus inanis ingår i släktet Anchistrotus och familjen hornstritar. Inga underarter finns listade i Catalogue of Life.